# Eualus subtilis
Eualus subtilis is een garnalensoort uit de familie van de Hippolytidae. De wetenschappelijke naam van de soort is voor het eerst geldig gepubliceerd in 1984 door Carvacho & Olson.